# Wilfried Soltau
Wilfried Soltau (Amburgo, 17 giugno 1912 – Süsel, 27 settembre 1995) è stato un canoista tedesco.

## Palmarès

### Olimpiadi
- 2 medaglie[1]:
  - 2 bronzi (Helsinki 1952 nel C-2 1000 m; Helsinki 1952 nel C-2 10000 m)